# Publius Cornelius Scipio Nasica (Konsul 191 v. Chr.)

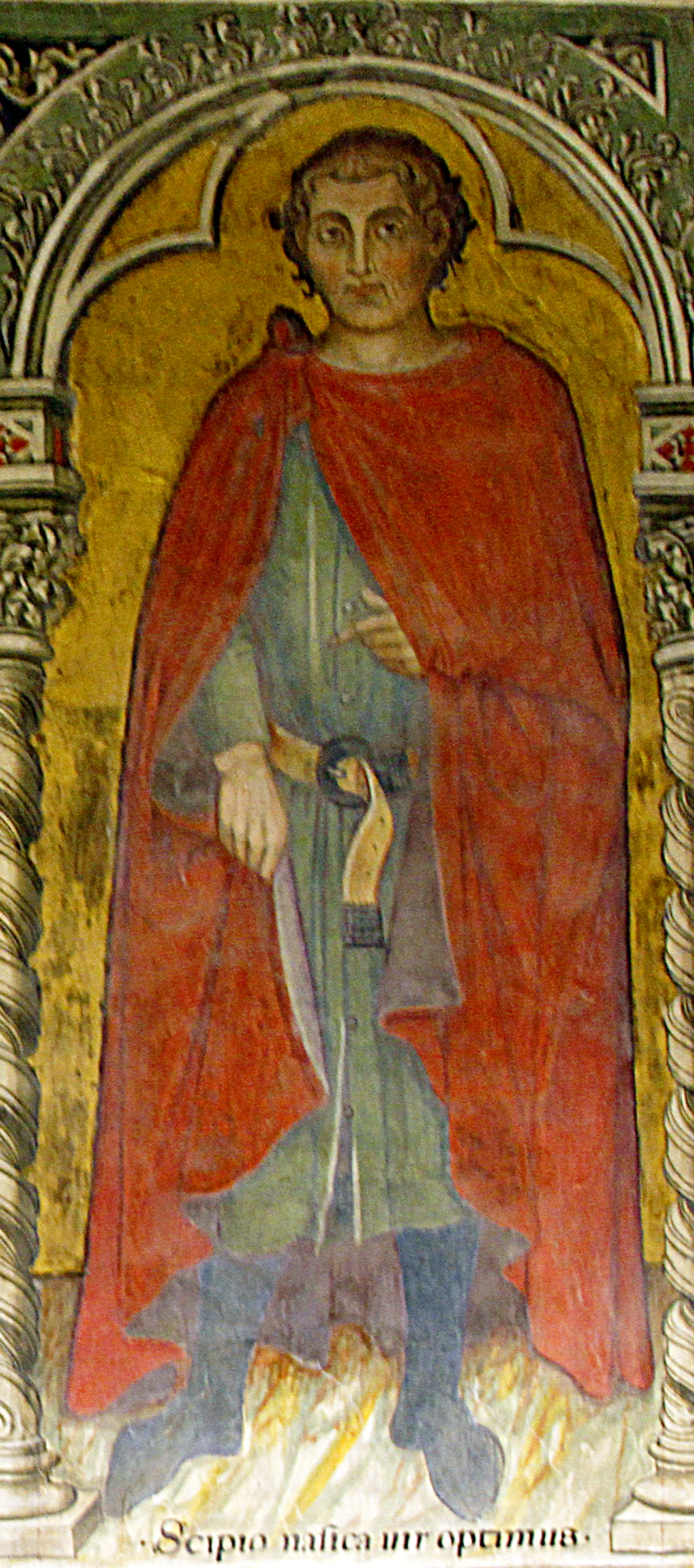
Porträt von Scipio Nasica im Palazzo Pubblico

Publius Cornelius Scipio Nasica war ein Sohn des Gnaeus Cornelius Scipio Calvus und römischer Konsul im Jahr 191 v. Chr.
Er überführte 204 v. Chr. die Magna Mater. 197 v. Chr. amtierte er als kurulischer Aedil und veranstaltete mit seinem Amtskollegen Gnaeus Manlius Vulso äußerst prächtige Ludi Romani. Als Praetor in Spanien 194 v. Chr. schlug er die Lusitaner bei Ilipa, als Konsul unterwarf er die Boier und  nach heftigen Kontroversen wurde ihm gestattet, einen Triumph zu feiern.
Dennoch wurde er nicht zum Censor gewählt, nicht in der Wahl von 189 v. Chr. und nicht 184 v. Chr., ein Fehlschlag, der den Niedergang des Einflusses der Scipionen in Rom kennzeichnet. Er half bei der Gründung der Stadt Aquileia im Jahr 181 v. Chr. und tritt noch einmal bei einer Untersuchung im Jahr 171 v. Chr. auf.
Sein Sohn war Publius Cornelius Scipio Nasica Corculum.